# Union pour la défense de la République
Pour les articles homonymes, voir UDR.
Ne doit pas être confondu avec Union des démocrates pour la République.
 (novembre 2024).
Si vous disposez d'ouvrages ou d'articles de référence ou si vous connaissez des sites web de qualité traitant du thème abordé ici, merci de compléter l'article en donnant les références utiles à sa vérifiabilité et en les liant à la section « Notes et références ».
L’Union pour la défense de la République (UDR) est l'appellation électorale adoptée le 23 juin 1968 par le mouvement gaulliste et ses proches alliés (notamment les libéraux-conservateurs des républicains indépendants) en réaction aux événements de Mai 68, à l'issue desquels le président de Gaulle a dissous l'Assemblée nationale.
Elle a pour but de remporter les élections législatives anticipées des 23 et 30 juin 1968. 
- Le mouvement gaulliste se dénomme, de 1958 à 1967, Union pour la nouvelle République (UNR) et, de 1967 à 1976, Union des démocrates pour la Cinquième République (UD-Ve) puis Union des démocrates pour la République (par réutilisation du sigle UDR). L'UDR laisse la place en 1976 au Rassemblement pour la République (RPR).

L'UDR peut rappeler, par son nom, les CDR créés en mai 1968 par des activistes gaullistes, notamment membres du Service d'action civique (SAC).

## Historique des mouvements gaullistes
- 1947 – 1955 : Rassemblement du peuple français (RPF)
- 1955 – 1956 : Union des républicains d'action sociale (URAS)
- 1956 – 1958 : Républicains sociaux (RS)
- 1958 – 1962 : Union pour la nouvelle République (UNR)
- 1962 – 1967 : Union pour la nouvelle République - Union démocratique du travail (UNR - UDT)
- 1967 – 1968 : Union des démocrates pour la Cinquième République (UD-Ve)
- Juin 1968 : Union pour la défense de la République (UDR)
- 1968 – 1976 : Union des démocrates pour la République (UDR)